# Сукцинилхолин
Сукцинилхолин (Суксаметониум, Диацетилхолин) — лекарственное средство, деполяризующий миорелаксант

## История
Был синтезирован Бове (Bovet) в 1949 году и разрешён к применению в клинической практике в 1951 году.

## Строение и свойства
По химическому строению сукцинилхолин — две молекулы ацетилхолина, соединённых между собой (диацетилхолин).
Белый мелкокристаллический порошок. Как и все миорелаксанты, является четвертичным аммониевым соединением. Легко растворим в воде, очень мало — в спирте.

## Фармакодинамика
При внутривенном введении сукцинилхолин связывается с постсинаптическими никотиновыми рецепторами и оказывает ацетилхолин-подобное действие, то есть вызывает деполяризацию мембран. Этот процесс сопровождается мышечными сокращениями, которые клинически проявляются фасцикуляциями (мышечные подёргивания). Этот период характеризуют как I (первая) фаза нейромышечного блока. Таким образом нарушается проведение нервно-мышечного возбуждения и возникает расслабление скелетных мышц. При высоких или повторных дозах сукцинилхолина наступает II фаза (недеполяризующий блок), механизм которого не ясен. Препарат также связывается с Н-холинорецепторами других органов и тканей, что объясняет его побочные эффекты.

## Фармакокинетика
Для сукцинилхолина характерно быстрое начало действия (30-60 с) и кратковременный эффект (обычно <10 мин). Поступая в кровоток, сукцинилхолин разрушается путём гидролиза псевдохолинэстеразой и распадается на сукцинилмонохолин и холин, причём настолько быстро, что только примерно 10 % препарата попадает в нервно-мышечный синапс. Затем концентрация препарата в сыворотке крови снижается и молекулы сукцинилхолина начинают диффундировать из комплекса с холинорецепторами в кровоток и нервно-мышечная проводимость восстанавливается. Период полувыведения сукцинилхолина составляет примерно 47 секунд.
Сукцинилхолин действует дольше при увеличении дозы, а также нарушении метаболизма — при гипотермии (замедляет гидролиз), низкой концентрации или наследственном дефекте псевдохолинэстеразы. Концентрация псевдохолинэстеразы в сыворотке крови может снижаться при беременности, заболеваниях печени и при воздействии некоторых лекарственных средств. У 2 % больных один аллель гена псевдохолинэстеразы нормальный, второй — патологический (гетерозиготный дефект гена псевдохолинэстеразы), что удлиняет действие препарата до 20-30 мин. У 1 больного из 3000 оба аллеля гена псевдохолинэстеразы патологические (гомозиготный дефект гена псевдохолинэстеразы), в результате чего активность псевдохолинэстеразы значительно снижается, при этом нервно-мышечный блок после введения сукцинилхолина длится около 4-8 ч.
Дибукаин — местный анестетик, который ингибирует активность нормальной псевдохолинэстеразы на 80 %, активность псевдохолинэстеразы при гетерозиготном дефекте на 60 %, при гомозиготном дефекте — на 20 %. Процент угнетения активности псевдохолинэстеразы называют дибукаиновым числом. Дибукаиновое число прямо пропорционально функциональной активности псевдохолинэстеразы и не зависит от её концентрации. Поэтому для определения активности псевдохолинэстеразы при лабораторном исследовании измеряют концентрацию фермента в ед/л (второстепенный фактор, определяющий активность) и определяют его качественную полноценность — дибукаиновое число (главный фактор, определяющий активность). При длительном параличе скелетных мышц, который возникает после введения сукцинилхолина больным с патологической псевдохолинэстеразой (синоним — атипичная псевдохолинэстераза), осуществляют ИВЛ до тех пор, пока нервно-мышечная проводимость не восстановится. В некоторых странах (но не в США) применяют термически обработанные препараты холинэстеразы человеческой плазмы. Хотя можно использовать свежезамороженную плазму, риск инфекции обычно превышает пользу от трансфузии.

## Показания
Сукцинилхолин считают миорелаксантом выбора для стандартной интубации трахеи у взрослых благодаря быстрому началу и короткой продолжительности действия. Хотя рокуроний начинает действовать практически так же быстро, как и сукцинилхолин, он вызывает более длительный блок. Так-же использовался при эндоскопических процедурах (бронхо- и эзофагоскопия, цистоскопия и др.), кратко- временных операциях

## Противопоказания
Сукцинилхолин противопоказан при миопатиях из-за риска злокачественной гипертермии, должен с осторожностью применяться у детей до 8 лет из-за высокого риска недиагностированной миопатии Дюшена, при гиперкалиемии, повышении внутриглазного давления, при открытой травме глаза, обширных ожогах(спустя 72 часа после травмы) и параличе.

## Режим дозирования
У взрослых доза сукцинилхолина для интубации трахеи составляет 1-1,5 мг/кг внутривенно. Дробное введение сукцинилхолина в низких дозах (10 мг) или длительное капельное введение (1 г на 500—1000 мл раствора), титруемое по эффекту, применяют при некоторых хирургических вмешательствах, требующих кратковременной, но выраженной миорелаксации (например, при эндоскопии ЛОР-органов). К раствору сукцинилхолина часто добавляют метиленовый синий, чтобы не спутать его с другими жидкостями для инфузий. Для предотвращения передозировки препарата и развития II фазы деполяризующего блока следует проводить постоянный мониторинг нервно-мышечной проводимости с помощью стимуляции периферического нерва. Для поддержания миорелаксации более популярен мивакурий — недеполяризующий миорелаксант короткого действия.
Так как сукцинилхолин не растворяется в жирах, его распределение ограничено внеклеточным пространством. Доля внеклеточного пространства на килограмм массы тела у новорождённых и грудных детей больше, чем у взрослых. Следовательно, доза сукцинилхолина у детей выше по сравнению с таковой у взрослых. При в/м введении сукцинилхолина у детей даже доза 4-5 мг/кг не всегда позволяет добиться полной миорелаксации.

## Побочные эффекты
Сукцинилхолин имеет многочисленные побочные эффекты. Относительно безопасное его применение возможно только при чётком понимании природы этих явлений.

### Сердечно-сосудистая система
Сукцинилхолин, имея схожую структуру с ацетилхолином, взаимодействует также с холинорецепторами и вне нервно-мышечного синапса. Стимуляция H-холинорецепторов парасимпатических и симпатических ганглиев, а также M-холинорецепторов синоатриального узла в сердце приводит к увеличению или уменьшению артериального давления и частоты сердечных сокращений.
Метаболит сукцинилхолина стимулирует м-холинорецепторы синоатриального узла, что вызывает брадикардию. Хотя к этому эффекту особенно чувствительны дети, после второй дозы сукцинилхолина брадикардия развивается и у взрослых. Для профилактики брадикардии вводят атропин: во всех возрастных группах обязательно перед инъекцией второй дозы сукцинилхолина, а у детей часто и перед первой инъекцией. Дозы атропина: у детей — 0,02 мг/кг в/в, у взрослых — 0,4 мг в/в. Иногда сукцинилхолин вызывает узловую брадикардию и желудочковые эктопические ритмы.

### Фасцикуляции
При введении сукцинилхолина о начале миорелаксации сигнализируют видимые глазом сокращения моторных единиц, которые называются фасцикуляциями. Фасцикуляции можно предотвратить предварительным введением недеполяризующего миорелаксанта в низкой дозе (прекураризация). Так как это взаимодействие препятствует развитию I фазы деполяризующего блока, требуются высокие дозы сукцинилхолина (1,5 мг/кг).

### Гиперкалиемия
При введении сукцинилхолина деполяризация приводит к тому, что из здоровых мышц выделяется калий с увеличением его концентрации в сыворотке крови до 0,5 ммоль/л. При нормальной концентрации калия этот феномен не имеет клинического значения, но при некоторых состояниях (обширные ожоги, травмы, некоторые неврологические заболевания) возникающая гиперкалиемия может привести к нарушению ритма и даже к остановке сердца, которая часто бывает рефрактерна (устойчива) к стандартным реанимационным мероприятиям: для снижения концентрации калия и устранения метаболического ацидоза требуются кальций, инсулин и глюкоза, бикарбонат, катионо-обменная смола, дантролен и даже искусственное кровообращение.
К состоянием высокого риска относят обширные ожоги и травмы, тяжёлую внутрибрюшную инфекцию, травму спинного мозга, энцефалит, инсульт, синдром Гийена-Барре, Тяжёлые формы болезни Паркинсона, столбняк, длительную неподвижность, полинейропатии и миопатии, разрыв артериальной аневризмы головного мозга, закрытые черепно-мозговые травмы, утопление, геморрагический шок с метаболическим ацидозом.
Если травма вызывает денервацию (например, при полном поперечном разрыве спинного мозга денервации подвергаются многие группы мышц), то холинорецепторы формируются на мембранах мышц вне нервно-мышечного синапса, что при введении сукцинилхолина вызывает всеохватывающую деполяризацию мышц и мощный выброс калия в кровоток. Предварительное введение недеполяризующего миорелаксанта не вызывает достоверного предотвращения высвобождения калия и не устраняет угрозы опасных для жизни осложнений. Риск гиперкалиемии достигает максимума на 7-10-й день после травмы, но точные временные параметры периода риска неизвестны.

### Боль в мышцах
При введении сукцинилхолина часто возникают миалгии (боли в мышцах) в послеоперационном периоде, что связано с фасцикуляциями и микротравмой мышц вследствие них. На миалгию чаще всего жалуются молодые люди (чаще женщины) после амбулаторных хирургических вмешательств. При беременности, а также в детском и преклонном возрасте риск миалгии уменьшается.
Некоторые исследования говорят о том, что предварительное введение недеполяризующего миорелаксанта или лидокаина (1-1,5 мг/кг) уменьшает вероятность возникновения миалгии. Нестероидные противовоспалительные препараты эффективны при лечении миалгии.

### Повышение давления в полости желудка
Фасцикуляции мышц брюшной стенки увеличивают давление в просвете желудка, что в свою очередь приводит к повышению тонуса нижнего пищеводного сфинктера. Следовательно, эти два эффекта взаимопоглощаются, и сукцинилхолин, вероятнее всего, не увеличивает риск возникновения желудочного рефлюкса и лёгочной аспирации. Предварительное введение недеполяризующего миорелаксанта предотвращает как увеличение давления в просвете желудка, так и компенсаторное повышение тонуса нижнего пищеводного сфинктера.
Однако следует соблюдать настороженность к желудочной регургитации и профилактировать её с помощью возвышенного положения головного конца тела и приёма Селика.

### Повышение внутриглазного давления
Сукцинилхолин повышает внутриглазное давление, что связано с сокращением мышц глазного яблока. При этом у пациентов с травмой глаза увеличивается риск повреждения, в частности при проникающим ранением глаза теоретически существует опасность вытекания стекловидного тела. Некоторые авторы оспаривают это утверждение. Предварительное введение недеполяризующего миорелаксанта не всегда предотвращает увеличение внутриглазного давления.

### Злокачественная гипертермия
Сукцинилхолин — мощный провоцирующий фактор злокачественной гипертермии. Ранним симптомом злокачественной гипертермии часто служит парадоксальное сокращение челюстных мышц после введения сукцинилхолина.

### Генерализованные сокращения
При миотонии введение сукцинилхолина может вызывать миоклонус.

### Длительный паралич скелетной мускулатуры
Как уже отмечалось ранее, при низкой концентрации нормальной псевдохолинэстеразы введение сукцинилхолина вызывает умеренное удлинение деполяризующего блока. После введения сукцинилхолина больным с патологической псевдохолинэстеразой возникает длительный паралич скелетных мышц. В отсутствие адекватной респираторной поддержки это осложнение представляет серьёзную опасность.

### Повышение внутричерепного давления
Сукцинилхолин может увеличивать мозговой кровоток и внутричерепное давление. Это также можно предотвратить с помощью прекураризации и инъекции лидокаина (1,5-2 мг/кг) за 2-3 мин до интубации, а также предварительной ИВЛ в режиме гипервентиляции. Интубация трахеи с неадекватной анестезией и миорелаксацией увеличивает внутричерепное давление значительно сильнее, чем сукцинилхолин.

## Хранение
Хранение: список А. В защищённом от света месте (в холодильнике) при температуре от +2 °C до +8 °C (для предупреждения спонтанного гидролиза).